# Scanners III
Scanners III ist die zweite Fortsetzung zu David Cronenbergs Scanners – Ihre Gedanken können töten. Ebenso wie der zweite Teil wurde der Film von Christian Duguay inszeniert. Der Film wurde am 8. April 1992 in Deutschland auf Video veröffentlicht.

## Handlung
Helena, ein Scanner – das heißt, sie kann die Gedanken von Lebewesen manipulieren –, wird durch ein von ihrem Vater entwickeltes Serum zur Bekämpfung ihrer ständigen Kopfschmerzen zu einer machtgierigen, hasserfüllten Killermaschine. Sie versucht, die Weltherrschaft an sich zu reißen, und nur ihr Bruder Alex, der ebenfalls über telekinetische Fähigkeiten verfügt, kann sie aufhalten. In einem actionreichen "Gedankenduell" siegt er über seine Schwester.

## Kritiken
„Mit David Cronenbergs Horror-Klassiker (1980) hat dieses sinnentleerte Sequel nur noch den Namen vor der III gemeinsam. Auf unterstem Niveau sind besonders die darstellerische Leistungen und das Drehbuch.“